# Philip Blaiberg
Philip Blaiberg (* 24. Mai 1909 in Südafrika; † 17. August 1969 in Kapstadt) war ein südafrikanischer Zahnarzt.
Blaiberg war der zweite Mensch, an dem eine Herztransplantation durch Christiaan Barnard am Groote-Schuur-Krankenhaus in Kapstadt durchgeführt wurde. Die Operation geschah am 2. Januar 1968. Spender war der 24-jährige schwarze Südafrikaner Clive Haupt. Blaiberg lebte nach der Herzverpflanzung noch 18 Monate.
Die weltweit erste Herztransplantation an einem Menschen war am 3. Dezember 1967 vollzogen worden; Empfänger war Louis Washkansky, leitender Operateur ebenfalls Christiaan Barnard. Des Weiteren hatte Adrian Kantrowitz in New York City kurz nach Barnards erster Operation ein Kinderherz transplantiert; das Kind überlebte allerdings nur wenige Stunden.